# Ян Розенталь
Ян Розенталь (нім. Jan Rosenthal, нар. 7 квітня 1986, Зулінген, Німеччина) — німецький футболіст, що грає на позиції півзахисника.

## Клубна кар'єра
Станом на 2016 рік:
| Клуб             | Клуб             | Клуб             | Ліга | Ліга | Кубок | Кубок | Загалом | Загалом |
| Сезон            | Клуб             | Ліга             | Ігри | Голи | Ігри  | Голи  | Ігри    | Голи    |
| Німеччина        | Німеччина        | Німеччина        | Ліга | Ліга | Кубок | Кубок | Загалом | Загалом |
| ---------------- | ---------------- | ---------------- | ---- | ---- | ----- | ----- | ------- | ------- |
| 2005–10          | «Ганновер 96»    | Бундесліга       | 80   | 11   | 0     | 0     | 80      | 11      |
| 2010-13          | «Фрайбург»       | Бундесліга 2     | 60   | 11   | 0     | 0     | 60      | 11      |
| 2011             | «Фрайбург 2»     | Бундесліга 3     | 3    | 0    | 0     | 0     | 3       | 0       |
| 2010–13          | «Айнтрахт»       | Бундесліга       | 18   | 2    | 0     | 0     | 18      | 2       |
| 2013–            | «Дармштадт 98»   | Бундесліга       | 32   | 1    | 0     | 0     | 32      | 1       |
| Загалом          | Німеччина        | Німеччина        | 193  | 25   | 0     | 0     | 193     | 25      |
| За всієї кар'єри | За всієї кар'єри | За всієї кар'єри | 193  | 25   | 0     | 0     | 193     | 25      |